# Cristicaudus bicolor
Cristicaudus bicolor är en stekelart som beskrevs av Jaroslav Stary och Remaudiere 1982. Cristicaudus bicolor ingår i släktet Cristicaudus och familjen bracksteklar. Inga underarter finns listade i Catalogue of Life.